# Association de parents pour l'évolution de l'enseignement catholique
L'Association de parents pour l'évolution de l'enseignement catholique (APEEC) est une association française créée à Nantes en 1972 et dissoute en 1998. La fédération nationale FNAPEEC-École Ouverte comptait une représentation dans 26 départements en 1981. Les archives sont déposées aux AD44.

## Historique

### Les préalables: mai 68, Cercle Jean-XXIII, ACMEC
C'est en mai 1968, à la faculté des Lettres de Nantes, que se retrouvent  des personnalités très diverses sur le thème de la « démocratisation de l'enseignement » : enseignants et parents du public et du privé, dont bientôt certains syndiqués CFDT de l'enseignement privé munis d'un mandat de leur organisation. Dans le prolongement du « Cercle Jean-XXIII » fondé par Guy Goureaux en 1964, les discussions du « colloque de Nantes », comme il s'est appelé, vont se poursuivre plusieurs années sur le projet d'une école nouvelle, unique, ouverte à tous les courants de pensée. Dès 1964, Pierre Sécher, président national de l'ACMEC (Action catholique des membres de l'enseignement chrétien) écrivait dans le bulletin de mars : « Les structures de l'École chrétienne doivent être remises en cause, sans cesse d'ailleurs ».
En 1970, à Nantes, un tract sur ce sujet est distribué à l'entrée du rassemblement national de l'Association des parents d’élèves de l’enseignement libre (APEL), alors seule association de parents dans l'enseignement catholique. Sur ce thème non prévu à l'ordre du jour, 80 délégués se regroupent, dont les conclusions ne seront pas publiées.

### 1972: première création d'une APEEC
Leur position n'étant toujours pas admise, la création de l'APEEC est déposée à la préfecture de Nantes le 19 juin 1972. Marcel Boucard, dans L'Écharde, écrit en 1991 : « Une autre association tenta en force de faire sa place au soleil. Elle n'y est pas encore parvenue »,. Dans l'enseignement catholique, écrit-il, « seul un syndicat, la CFDT, hâtivement accusé de sédition et déclaré hors-la-loi, osa et ose encore faire entendre une voix discordante ». 
Jean-Paul Visse, dans La Question scolaire 1975-1984, écrit : « En 1974, un syndicat, le FEP-CFDT, et une association de parents d'élèves, l'APEEC, qui ont opté pour une société de type socialiste, ont fait le choix de l'unification et de la rénovation du système scolaire ».
Selon Guy Goureaux et Jacques Ricot, « dès 1972, l'APEEC de Loire-Atlantique recueillait 500 adhésions et des réactions très favorables se faisaient jour dans diverses autres régions (Côte du Nord, Finistère, Nord, Loire...) ».

### 1976: reconnaissance officielle
En 1976 les autorités académiques reconnaissent l'APEEC comme association représentative en particulier en Loire-Atlantique, en Morbihan, dans le Nord et d'autres départements de l'Ouest et du Nord, avec toutes les prérogatives dont jouissent les autres associations de parents. Dans La Croix, Jacques Ameline écrit : « L'école catholique ne devient-elle pas le refuge d'une catégorie de gens idéologiquement marqués ? Le pouvoir va s'y exercer selon un esprit plus inspiré de la jungle financière et politique que de la libre démocratie et de l'Évangile ».

### Les premières rencontres nationales
En 1978 à Carquefou, près de Nantes, a lieu la première rencontre nationale des APEEC. En conclusion, trois départements (44, 56 et 69) sont mandatés pour rédiger une charte, qui sera adoptée à Paris en octobre. Les trois points essentiels sont une pédagogie ouverte, une éducation de la foi déscolarisée et l'évolution interne de l'enseignement catholique. Ainsi est élaboré un projet mobilisateur d'école unique, accueillante à tous les courants de pensée : tolérance, liberté, dialogue, ouverture, pluralisme interne : « ensemble bâtir l'école dans un service scolaire unifié ».
En mai 1979 à Rennes, 120 participants débattent de la mise œuvre de la charte, qui restera définitivement le texte de référence de l'association. Suivront les rencontres de mai 1980 à Laval, juin 1981 à Tourcoing et 15 novembre 1981 à Saint-Brieuc.

### 1981: rencontre avec le ministre Alain Savary
En 1981, après l'élection de François Mitterrand à la présidence de la République, le ministre de l'Éducation nationale Alain Savary est chargé de la mise en place d'un grand service public d'éducation : le 16 mai, il rencontre des responsables départementaux de l'APEEC : « il s'agit dans l'intérêt des enfants et des familles de rétablir la paix scolaire ».

### 1981: création de la Fédération nationale
La Fédération nationale FNAPEEC-École Ouverte voit le jour le 15 novembre 1981, comptant 26 départements, qui seront représentés à la rencontre de Pontivy en septembre 1982 et adoptent le texte des « propositions pour un nouveau service unifié, rénové, laïque et pluraliste  », que les représentants de la FNAPEEC déposent au ministère dans le cadre des consultations du projet Savary.
Le 22 mai 1983 au Mans, la FNAPEEC s'exprime « sur un nouveau projet pour une carte scolaire unique, un projet d'école unique expérimental en zone rurale et des propositions suggérées par le ministre (Savary) ».
En 1983, La Dépêche du Midi écrit : « La FNAPEEC depuis longtemps propose, dans le seul souci des enfants, le libre choix de l'école dans une carte scolaire commune, et la participation des parents à l'élaboration de projets éducatifs autonomes respectueux du pluralisme d'expression et de la pluralité des valeurs ».

### 1984: le projet Savary
L'APEEC juge le projet de loi Savary positif mais nettement insuffisant concernant la participation des parents et le rapprochement des deux systèmes concurrents, public et privé. Bruno Poucet affirme dans Entre l'Église et la République (1998) : « La toute jeune FNAPEEC qui n'est reconnue ni par l'UNAPEL, ni par le secrétariat général, ni par la FNOGEC[Quoi ?], ne peut faire contre-poids malgré son évidente proximité idéologique avec la FEP-CFDT ».

### Après le retrait du Projet Savary
En 1985, en Franche-Comté, Mesdames Schuller et Ponçot font savoir à la presse que « l'APEEC veut battre en brèche le monopole de l'APEL ».
En 1986 à Paris, l'Assemblée générale de la FNAPEEC conteste le monopole de l'UNAPEL pour la représentation des parents du privé et fait des propositions sur les rythmes scolaires
En 1987 à Reims, Jean-Paul Boissonnot, président, interroge : « Pourquoi deux associations de parents ne pourraient-elles pas exister à l'intérieur de l'Enseignement catholique ? »
Dans la revue nationale Témoignage ACO de décembre 1989, René Boiteau écrit : « L'APEEC qui a avant tout le souci des plus pauvres, ne cesse de mettre en confrontation l'institution école catholique et le message évangélique... Par la ténacité de ses responsables, l'APEEC secoue et interpelle ».
La même année, à Muzillac (Morbihan), APEL et APEEC se confrontent cordialement dans un scrutin à la proportionnelle inédit pour l'enseignement catholique : la volonté commune des parents de coopérer pour le bien des enfants a raison petit à petit des dernières réticences
En 1992, dans un communiqué de presse, José Laleeuw, président FNAPEEC, affirme : « Le mur de la honte que la structure persiste à édifier pour nous tenir hors de l'école de nos enfants ne nous empêche pas d'exister ». Un mur est effectivement tapissé par la FNAPEEC sur l'entrée de l'Enseignement catholique, où le père Cloupet, responsable national, était attendu : « J'y vois - dit-il dans Ouest France - un signe de vitalité, je reçois les APEEC, mais il en va autrement pour qu'ils soient reconnus au comité national ».

### Présidents
APEEC 44 : 1972 Jean Desmas
FNAPEEC :
- 1981 : Jacques Ameline (44)
- 1982 : Marc Trégouet (44)
- 1983-1986 : Marcel Carteau (56)
- 1986-1992 : Jean-Paul Boissonnot (85)
- À partir de 1992 : José Laleeuw (59)

## Convictions
Une enquête proposée aux adhérents en 1976 permet de constater qu'ils sont de couches sociales moyennes. Un fort pourcentage d'enseignants s'explique du fait qu'ils sont les premiers concernés. Ce sont des militants et le projet de l'APEEC rejoignait celui de la CFDT sur l'école. Selon Michel Rio : « Considérés avec suspicion, voire une franche hostilité […] il faut des gens fortement motivés […] pour faire un tel choix ». Ainsi ont-ils le sentiment que l'école catholique les empêche de vivre la vocation missionnaire de l'Église solidaire des plus défavorisés. En conclusion de l'enquête, l'APEEC exprime le risque « de voir demain une école catholique livrée aux forces traditionnelles et conservatrices... ». 

## Positions des évêques
Les évêques en charge nationale du monde scolaire, Mgr Pailler et Mgr Honoré, refusent officiellement de rencontrer les responsables de l'APEEC. En revanche, outre Mgr Panafieu déjà cité, l'évêque de Nantes Mgr Marcus rencontrera longuement en privé une douzaine de familles adhérentes, avec comme conclusion que les évêques africains lui conseillaient de ne rien changer en particulier par rapport à la catéchèse. Le 9 mai 1984, Mgr Gaillot, qui n'avait pas signé le texte épiscopal « Gagner la paix », écrit à l'APEEC « concernant ce problème de l'école, j'attache toujours beaucoup d'importance au pluralisme dans la mesure où on accepte de le vivre. Je crois qu'il est source de liberté ».

## Diversité des actions départementales
Les APEEC, malgré les difficultés rencontrées pour se faire reconnaître dans l'enseignement catholique, n'ont de cesse de travailler vers une action commune entre enseignement public et privé, et d'autre part d'agir dans les écoles pour coller aux réalités pour plus d'égalité.
La rencontre nationale de novembre 1980, à Angers, est l'occasion de faire un bilan dans les divers départements ; à titre d'exemples : 
- en 59, forte implantation, l'APEEC est admis dans les comités de parents avec débats sur les rythmes scolaires ;
- en 44, réflexion critique sur les nouveaux statuts des organismes de gestions (OGEC), rencontre avec le directeur diocésain, fortes réactions subies lors de la distribution des tracts d'adhésion à la porte des écoles ;
- en 56, action positive concernant les transports scolaires en milieu rural après intervention auprès au conseil général, enquête sur les inégalités financières des parents ;
- en 73, participation aux commissions d'homologation d'entrée en 6e ;
- en 29, diffusion d'un dossier sur l'éducation ;
- en 49, action en faveur des enfants défavorisés par création de GAPP pour l'aide psycho-pédagogique.

## Dissolution
En 1992, les nouveaux statuts de l'Enseignement catholique précisent (article 54) : « Les parents restent représentés par l'UNAPEL et uniquement par elle ». René Boiteau, président de l'APEEC 44, dépose officiellement la dissolution de l'APEEC en préfecture de Nantes en 1998.